# Parque Radical do Rio
Parque Olímpico de Deodoro ou Parque Radical do Rio é uma instalação esportiva permanente construída para sediar eventos esportivos do programa dos XXXI Jogos Olímpicos de Verão que foram ro realizados na cidade do Rio de Janeiro entre 5 a 21 de agosto de 2016. Foi inaugurado em 23 de dezembro de 2015.
O complexo, que fica na Região Deodoro e compreende:
- Arena da Juventude
- Centro Olímpico de BMX
- Centro Aquático de Deodoro
- Centro Olímpico de Hipismo
- Centro Olímpico de Hóquei
- Centro Olímpico de Mountain Bike
- Centro Olímpico de Tiro
- Estádio de Canoagem Slalom
- Estádio de Deodoro

## Utilização nos Jogos Olímpicos de Verão 2016
O Parque Radical foi usado para as competições de Mountain Bike, Canoagem Slalom e BMX. Depois do evento, as instalações de canoagem e BMX foram mantidas como espaços públicos de lazer para a população. Somente a área utilizada para a competição de BMX foi reintegrada ao Exército, que cedeu o local.

## Floresta dos Atletas

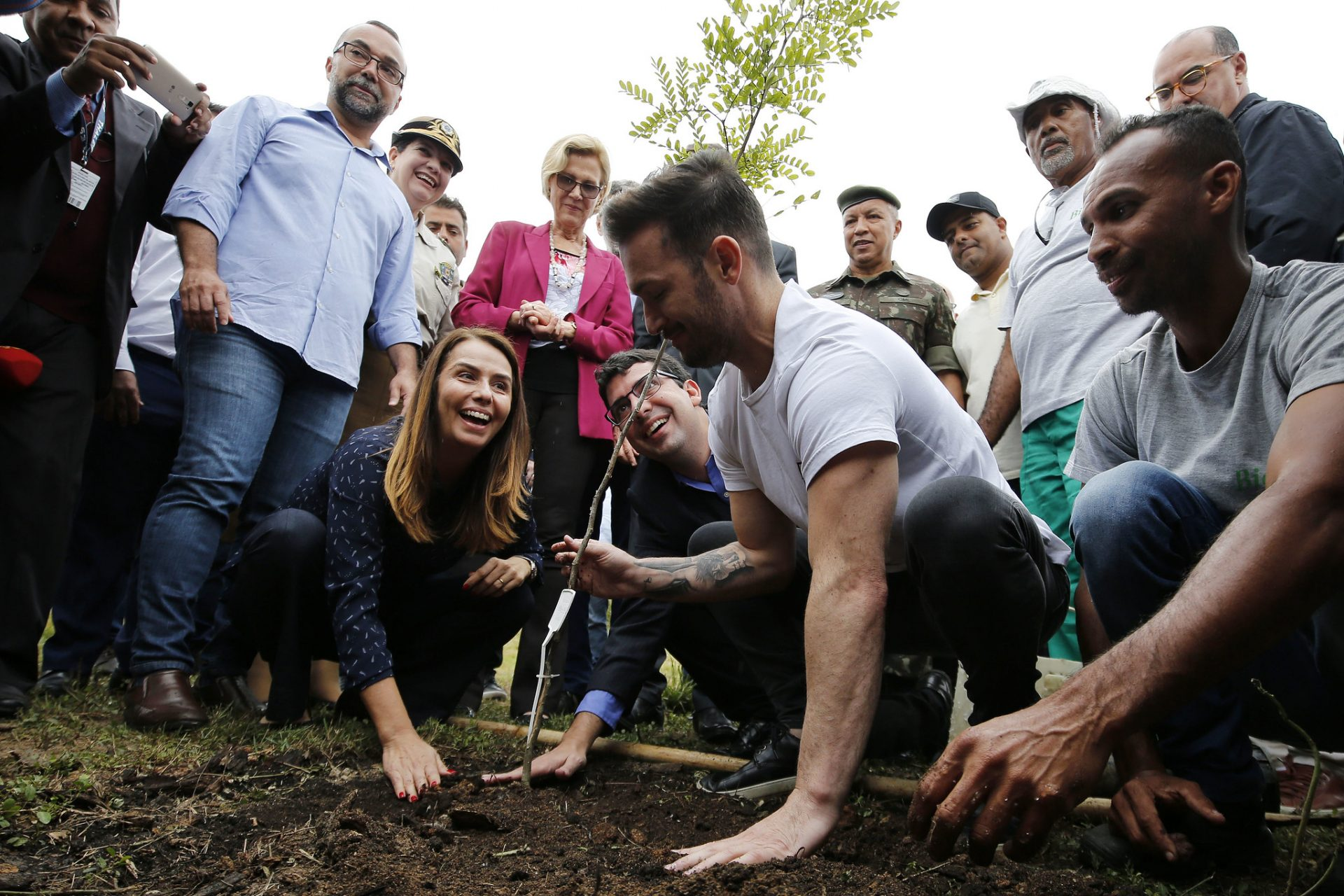
Diego Hypólito, ginasta medalhista de prata nos Jogos Olímpicos de Verão de 2016, plantando uma das mudas da Floresta dos Atletas.

Na Cerimônia de abertura dos Jogos Olímpicos de Verão de 2016, cada um dos atletas que participaram do evento depositou, em pequenos tubos, ao menos uma semente que seria plantada em uma área de cerca de 6 mil m² dentro do Parque Radical de Deodoro, no sopé do Maciço da Pedra Branca. No total foram coletadas 13.725 sementes de 207 espécies nativas da Mata Atlântica, sendo que o número 207 representa o número de países que participaram da competição somado ao time de refugiados que participou da edição. Tais sementes dariam origem à Floresta dos Atletas.
O plantio das mudas da Floresta dos Atletas foi iniciado no dia 25 de setembro de 2019, mais de três anos após a realização dos Jogos Olímpicos de 2016. O investimento para o plantio, de cerca de R$ 3 milhões, seria custeado, de acordo com a Prefeitura do Rio de Janeiro, por compensações ambientais, um mecanismo legal de contrapartida onde empresas cujas atividades tenham causado impacto ao meio ambiente compensam os danos plantando árvores em áreas determinadas pela Secretaria Municipal de Meio Ambiente (SMAC). As mudas estavam sendo mantidas até então pela empresa Biovert em um sítio situado em Silva Jardim. A conclusão do plantio das mudas ocorreu em 10 de dezembro de 2019.